# Campionato panamericano di rugby 2003
Il campionato panamericano di rugby 2003 (in inglese 2003 Pan American Championship, in spagnolo Torneo Panamericano de Rugby 2003) fu la 5ª ed anche l'ultima edizione del campionato panamericano di rugby a 15.
Organizzato dalla Pan-American Rugby Association (PARA), si tenne a Buenos Aires, in Argentina, nel mese di agosto fra le quattro squadre nazionali disputanti l'edizione precedente: Argentina e Uruguay (Sudamerica), Canada e Stati Uniti (America del Nord).
La formula utilizzata fu quella del girone unico all'italiana con incontri da disputarsi in gara unica su tre giornate. Il sistema di punteggio adottato in classifica fu il seguente: 2 punti per la vittoria, 1 punto per il pareggio e 0 punti per la sconfitta; in caso di parità nel punteggio venne presa in considerazione la differenza punti marcati/subiti. 
Il campionato fu vinto dall'Argentina, alla quinta affermazione consecutiva nel torneo che al termine dell'edizione fu soppresso e non più disputato.

## Squadre partecipanti
- Argentina (Sudamerica)
- Canada (America del Nord)
- Stati Uniti (America del Nord)
- Uruguay (Sudamerica)

## Risultati

### 1ª giornata
| Arbitro: | Bruce Kuklinski |

|                                                                         |      |               |
| Gaitán 3’ Durand 20’ Buoza 29’ tecnica 60’ Reggiardo 65’ Corleto 80+12’ | mt   | x’ Liddington |
| F. Contepomi 60’, 65’, 80+12’                                           | tr   |               |
| F. Contepomi 40’, 47’                                                   | c.p. | x’ Sherman    |

| Arbitro: | Santiago Borsani |

|              |      |                       |
| Cardoso      | mt   | Fauth Stanley Tkachuk |
|              | tr   | Ross (2)              |
| Menchaca (2) | c.p. |                       |

### 2ª giornata
| Arbitro: | Santiago Ramírez |

|                                              |      |                         |
| Hercus 15’ v. Zyl 36’ Dalzell 41’ Dorsey 73’ | mt   | 53’ Lawson 80’ Williams |
| Hercus 16’, 42’, 73’                         | tr   | 54’, 80’ Pritchard      |
| Hercus 22’, 63’                              | c.p. | 20’, 25’ Pritchard      |
| Hercus 80+2’                                 | drop |                         |

| Arbitro: | Al Kemp |

| |    |  |
| Reggiardo 7’ Álvarez Kairelis 20’, 45’ Corleto 29’, 80+17’ Scelzo 35’ Pichot 36’ Núñez Piossek 60’ Méndez 79’ | mt |  |
| Quesada 20’, 29’, 35’, 36’, 60’, 80+17’                                                                       | tr |  |

### 3ª giornata
| Arbitro: | Shaun Veldsman |

|                                                                                                 |      |                           |
| F. Contepomi I. Fernández Lobbe (2) Martín Pichot Longo Elía Álvarez Kairelis Núñez Piossek (2) | mt   | Stanley Tkachuk Pritchard |
| F. Contepomi (7)                                                                                | tr   | Ross (2)                  |
| F. Contepomi                                                                                    | c.p. | Ross                      |

| Arbitro: | Santiago Borsani |

|                           |      |                                    |
| Campomar 23’ Ponte 69’    | mt   | 18’ Eloff 26’ Emerick 80+5’ v. Zyl |
| Amarillo 23’ Menchaca 69’ | tr   | 26’, 80+5’ Hercus                  |
| Menchaca 13’              | c.p. | 11’, 30’, 58’ Hercus               |
|                           | drop | 61’ Hercus                         |

## Classifica
|  | Squadra     | G | V | N | P | P+  | P-  | P±  | PT |
|  | ----------- | - | - | - | - | --- | --- | --- | -- |
|  | Argentina   | 3 | 3 | 0 | 0 | 161 | 30  | 131 | 6  |
|  | Stati Uniti | 3 | 2 | 0 | 1 | 74  | 79  | −5  | 4  |
|  | Canada      | 3 | 1 | 0 | 2 | 63  | 108 | −45 | 2  |
|  | Uruguay     | 3 | 0 | 0 | 3 | 28  | 109 | −81 | 0  |